# Jens Kraus-Massé
Jens Kraus-Massé (* 19. November 1961 in Dinslaken) ist ein deutscher Diplomat. Er ist seit August 2022 Botschafter der Bundesrepublik Deutschland in Sierra Leone und leitet als solcher die Botschaft Freetown.

## Leben
Nach dem Abitur am Gymnasium Himmelsthür in Hildesheim leistete Kraus-Massé von 1982 bis 1983 den Grundwehrdienst ab und studierte danach bis 1988 Rechtswissenschaften an der FU Berlin. Von 1988 bis 1991 absolvierte er den Juristischen Vorbereitungsdienst am Oberlandesgericht Nürnberg.

## Laufbahn
1991 trat Kraus-Massé in den Auswärtigen Dienst ein und fand nach Beendigung der Diplomatenausbildung von 1992 bis 1993 eine erste Verwendung in der Rechtsabteilung des Auswärtigen Amtes in Bonn.
Es folgten zwei Auslandsposten, von 1993 bis 1995 als Kulturreferent am Generalkonsulat Istanbul und von 1995 bis 1999 als Ständiger Vertreter des Leiters der Botschaft Niamey (Niger). Nach einer weiteren Verwendung in der Rechtsabteilung des Auswärtigen Amtes ging Kraus-Massé 2002 als Leiter des Wirtschaftsreferats an die Botschaft Sofia (Bulgarien) und kehrte 2005 als Stellvertretender Leiter des Referats für Internationales Strafrecht im Auswärtigen Amt nach Berlin zurück.
2008 wurde Kraus-Massé ständiger Vertreter des Leiters der Botschaft Cotonou (Benin). Von dort wechselte er 2010 für drei Jahre als Austauschbeamter in das französische Außenministerium. Die nächste Verwendung führte ihn 2013 in die Volksrepublik China, wo er ständiger Vertreter des Leiters des Generalkonsulats Chengdu wurde. Ab 2016 war er Leiter des Rechts- und Konsularreferats an der Botschaft in Kiew (Ukraine).
Ab Juli 2020 war Kraus-Massé Botschafter in Port-au-Prince, Haiti. Seit August 2022 ist er Botschafter in Sierra Leone.